# Leopoldo López Álvarez
Leopoldo López Álvarez (San Juan de Pasto, 6 de mayo de 1891-ibidem, 7 de octubre de 1940) fue un profesor y juez colombiano. En la casa que habitó los últimos años de su vida, ubicada en la carrera 22 con calle 17-31, funcionó durante mucho tiempo un museo de invaluable valor por su colección de cuadros, pinacoteca que comprendía más de 220 obras, una colección de armas de fuego de la colonia, espadas toledanas, documentos manuscritos de los siglos xvi y xvii, tapices de oriente, cabezas humanas reducidas, instrumentos musicales y herramientas indígenas, tallas en madera, pergamino, curiosidades arqueológicas, etc.
Igualmente se encontraba en dicho museo los manuscritos en griego y latín que empleó el autor para sus traducciones, la imprenta de tipos griegos que él mismo importara para sus trabajos, lastimosamente este museo desapareció en 1975, repartido entre sus parientes.

## Estudios y cargos académico-políticos
López Álvarez hizo su escuela primaria con los hermanos maristas, su secundaria en un seminario de jesuitas, y estudió Derecho en la Universidad de Nariño. Fue juez del circuito, magistrado del Tribunal Superior, profesor y tesorero en la Universidad de Nariño. Fue miembro del Centro de Historia de Pasto, miembro de la Academia Nacional de Historia y de la Sociedad de Americanistas de París. López Álvarez fundó en 1927 el Boletín de estudios históricos de la Academia Nariñense de Historia, y era colaborador en diferentes revistas y periódicos.

## Homenajes y distinciones
Leopoldo López Álvarez fue objeto de varias condecoraciones, como La Cruz de la Orden de Boyacá, 1939; Medalla de Oro de la gobernación de Nariño, 1937; Medalla Cívica del municipio de Pasto, 1937. El 21 de diciembre de 1940, a los dos meses de su muerte, el Congreso de Colombia honró la memoria del doctor López Álvarez, mediante la ley 96 de ese mismo año.
En 1984 el Banco de la República de Colombia abrió el centro cultural Leopoldo López Álvarez en San Juan de Pasto, que contiene una biblioteca y salas de lectura.
En el municipio de Colón, al norte del departamento de Nariño, existe la Institución Educativa Leopoldo López Álvarez.
Leopoldo López Álvarez ha sido considerado por la crítica como uno de los humanistas más destacados que ha habido en América Latina. Se distinguió en la investigación de los valores patrios, en el foro, así como en la cátedra. Fue un especialista en lenguas clásicas, que conoció desde su juventud. Fue profundizando en la escolástica y la literatura clásica hasta llegar a dominar el arte de la traducción, para lo cual sacó a relucir las grandes dotes de poeta. Erudito, profundamente convencido de que la lectura de grecos y latinos brinda la más alta fuente de conocimiento y formación cultural de todos los tiempos.

## Obra
López Álvarez tradujo y publicó en versión bilingüe en verso las obras completas de Virgilio y de Homero, las siete tragedias de Esquilo y las comedias de Aristófanes.